# Нижня Біянка
Нижня Біянка (рос. Нижняя Биянка, башк. Түбәнге Биянка) — річка на Південному Уралі, що протікає по території Башкортостану та Челябінської області Росії. Ліва притока річки Міньяр. Довжина річки — 30 км.